# WTA de São Petersburgo
O WTA de São Petersburgo – ou St. Petersburg Ladies Trophy, na última edição – foi um torneio de tênis profissional feminino, de categoria WTA 500.
O St. Petersburg Ladies Trophy foi oficialmente declarado pela WTA como o "melhor torneio 500 do ano" na temporada de 2021.
Realizado em São Petersburgo, no noroeste da Rússia, estreou em 1991, teve longo hiato, retornou em 2016 e foi até 2022. Está suspenso devido à invasão da Ucrânia pela Rússia. Os jogos eram disputados em quadras duras cobertas durante o mês de fevereiro.

## Finais

### Simples
| Ano                                     | Campeã              | Vice-campeã         | Resultado      |
| --------------------------------------- | ------------------- | ------------------- | -------------- |
| 2022                                    | Anett Kontaveit     | Maria Sakkari       | 5–7, 7–64, 7–5 |
| 2021                                    | Daria Kasatkina     | Margarita Gasparyan | 6–3, 2–1, ab.  |
| 2020                                    | Kiki Bertens        | Elena Rybakina      | 6–1, 6–3       |
| 2019                                    | Kiki Bertens        | Donna Vekić         | 7–62, 6–4      |
| 2018                                    | Petra Kvitová       | Kristina Mladenovic | 6–1, 6–2       |
| 2017                                    | Kristina Mladenovic | Yulia Putintseva    | 6–2, 36–7, 6–4 |
| 2016                                    | Roberta Vinci       | Belinda Bencic      | 6–4, 6–3       |
| Torneio não realizado entre 2014 e 1992 |                     |                     |                |
| 1991                                    | Larisa Neiland      | Barbara Rittner     | 3–6, 6–3, 6–4  |

### Duplas
| Ano                                     | Campeãs                                | Vice-campeãs                                                | Resultado         |
| --------------------------------------- | -------------------------------------- | ----------------------------------------------------------- | ----------------- |
| 2022                                    | Anna Kalinskaya Catherine McNally      | Alicja Rosolska Erin Routliffe                              | 6–3, 56–7, [10–4] |
| 2021                                    | Nadiia Kichenok Raluca Olaru           | Kaitlyn Christian Predefinição:Flagficon Sabrina Santamaria | 2–6, 6–3, [10–8]  |
| 2020                                    | Shuko Aoyama Ena Shibahara             | Kaitlyn Christian Alexa Guarachi                            | 4–6, 6–0, [10–3]  |
| 2019                                    | Margarita Gasparyan Ekaterina Makarova | Anna Kalinskaya Viktória Kužmová                            | 7–5, 7–5          |
| 2018                                    | Timea Bacsinszky Vera Zvonareva        | Alla Kudryavtseva Katarina Srebotnik                        | 2–6, 6–1, [10–3]  |
| 2017                                    | Jeļena Ostapenko Alicja Rosolska       | Darija Jurak Xenia Knoll                                    | 3–6, 6–2, [10–5]  |
| 2016                                    | Martina Hingis Sania Mirza             | Vera Dushevina Barbora Krejčíková                           | 6–3, 6–1          |
| Torneio não realizado entre 2014 e 1992 |                                        |                                                             |                   |
| 1991                                    | Elena Brioukhovets Natalia Medvedeva   | Isabelle Demongeot Jo Durie                                 | 7–5, 6–3          |